# Leucopogon polymorphus
Leucopogon polymorphus är en ljungväxtart som beskrevs av Otto Wilhelm Sonder. Leucopogon polymorphus ingår i släktet Leucopogon och familjen ljungväxter. Inga underarter finns listade i Catalogue of Life.